# Phakellia
Het geslacht Phakellia behoort tot de familie Axinellidae (Kelksponzen), alhoewel dit geslacht niet veel van zijn vorm aan een kelk of kom heeft te danken. De sponzen uit dit geslacht zijn eerder bladsponzen. Hoewel de soort in 1767 al door Linnaeus werd beschreven, werd ze pas opgenomen in het taxonomisch systeem in 1862 door James Scott Bowerbank.

## Kenmerken
De rand van de bladeren is eerder scherp en niet afgerond, zoals bij andere geslachten in de familie Axinellidae. De kleur ervan varieert van lichtgrijs tot crèmekleurig.

## Verspreiding en leefgebied
Dit geslacht komt vooral in diepe waters voor, vastgehecht aan rotsen of de zeebodem. Soorten komen voor aan de west- en noordkust van Ierland en ook aan de westkust van Schotland.

## Soorten
- Phakellia atypica Lévi, 1961
- Phakellia bettinae Lehnert & van Soest, 1999
- Phakellia bowerbanki Vosmaer, 1885
- Phakellia carduus (Lamarck, 1814)
- Phakellia columnata (Burton, 1928)
- Phakellia connexiva Ridley & Dendy, 1887
- Phakellia crassistylifera Dendy, 1905
- Phakellia crateriformis (Pallas, 1766)
- Phakellia dalli Lambe, 1895
- Phakellia elegans Thiele, 1898
- Phakellia foliacea Thiele, 1898
- Phakellia folium Schmidt, 1870
- Phakellia fusca Thiele, 1898
- Phakellia hirondellei Topsent, 1890
- Phakellia hooperi Desqueyroux-Faúndez & van Soest, 1997
- Phakellia izuensis Tanita & Hoshino, 1989
- Phakellia labellum (Lamarck, 1814)
- Phakellia lambei Topsent, 1913
- Phakellia lamelligera Wilson, 1904
- Phakellia multiformis Whitelegge, 1907
- Phakellia palmata Row, 1911
- Phakellia paupera Thiele, 1898
- Phakellia perforata Thiele, 1898
- Phakellia pygmaea Thiele, 1898
- Phakellia radiata (Dendy, 1916)
- Phakellia robusta Bowerbank, 1866
- Phakellia stelliderma Lévi & Lévi, 1989
- Phakellia stipitata (Carter, 1881)
- Phakellia sur Carvalho, Desqueyroux-Faúndez & Hajdu, 2007
- Phakellia symmetrica Dendy, 1905
- Phakellia tropicalis Alvarez & Hooper, 2009
- Phakellia ventilabrum (Linnaeus, 1767)